# تتميم (شعر)
التتميم عند الشعراء بمعنيين.

## التتميم
التتميم هو أن يذكر الشاعر المعنى فلا يدع من الأحوال التي تتم بها صحته وتكمل معها جودته شيئا إلا أتى به. ومثله قول طرفة بن العبد «فسقى دياركِ غيرَ مفسدِها، صوبُ الربيع وديمةٌ تهمي» فقوله «غير مفسدها» إتمام لجودة ما قاله، لأنه لو لم يقل «غير مفسدها» لعيب على ذلك كما عيب ذو الرمة في قوله «ألا يا اسلَمِى يا دارَ ميٍّ عَلَى البلَى، ولا زالَ منهلاً بجرعائكِ القطرُ؛» فإن الذي عابه في هذا القول، إنما هو بأن نسب قوله هذا إلى أن فيه إفسادا للدار التي دعا لها، وهو أن تغرق بكثرة المطر.

## المتمم
أما المتمم عند الشعراء هو أن يكون في المصراع الثاني سبب زائد عن المصراع الأوّل بحيث يختل التوازن بين المصراعين وتظهر الزيادة. ويقال المتمم للركن الثالث في بحر الرمل يكون بلا نقصان كما هو في الأصل.